# Kisharsány
Kisharsány là một thị trấn thuộc hạt Baranya, Hungary. Thị trấn này có diện tích 12,93 km², dân số năm 2010 là 563 người, mật độ 44 người/km².